# Зураб Датунашвили
Зураб Датунашвили (груз. ზურაბ დათუნაშვილი; Тбилиси, 18. јун 1991) бивши је грузијски и српски рвач грчко-римским стилом. Учествовао је три пута на олимпијским играма (2012, 2016 и 2020. године) као и на четири европска првенства (2013, 2016, 2017. и 2021. године).
Укупно је у каријери освојио осам медаља. Као репрезентативац Грузије, два пута је био првак Европе (2016. и 2017. године), док је 2013. године био трећепласирани. Наступајући за национални тим Србије, освојио је бронзу на Појединачном светском првенству у Београду 2020. и злато на Европском првенству у Варшави 2021. године. Освојио је златне медаље на Светском првенству у Ослу 2021. године и 2022. у Београду. Највећи успех је остварио на Олимпијским играма у Токију 2020, када је освојио бронзану медаљу за Србију у рвању грчко-римским стилом до 87 килограма.

## Каријера
Датунашвили је представљао Грузију на Олимпијским играма 2012. у Лондону, а такмичио се у категорији до 74 килограма. Поразио је Кима Ђин-хјеока из Јужне Кореје и Бена Провизора из САД у прелиминарном делу пре но што је изгубио у четвртфиналу од Емина Ахмадова из Азербејџана са 1 : 3.
Добитник је сребрне медаље на Европском првенству 2013, које се одржало у његовом родном Тбилисију. Изгубио је против Руса Романа Власова, који је годину дана раније освојио олимпијско злато.
На Светском првенству 2014, које се одржало у Ташкенту, главном граду Узбекистана, у борби за бронзану медаљу у категорији до 75 килограма, био је поражен од Азербејџанца Елвина Мурсалиева.
На Олимпијским играма 2016. у Рио де Жанеиру, испао је већ у првом кругу од Досжана Картикова, репрезентативца Казахстана.
Због указивања на неправилности (корупцију) у раду Рвачког савеза Грузије дошао је у сукоб са председником националне федерације. За време одржавања државног првенства у рвању, јануара 2019. године, Датунашвили је физички нападнут од стране председника Рвачке федерације Грузије и тада му је разбијена глава. Од почетка Европског првенства 2020. у Риму, Датунашвили наступа за сениорски тим Србије.
Године 2020. успео је да освоји бронзану медаљу у категорији до 87 килограма на Појединачном светском првенству које је одржано у Београду. Следеће године је успео да по први пут освоји европску златну медаљу под заставом Србије и то на Европском првенству у Пољској; у категорији до 87 килограма, Датунашвили је у финалу победио Белоруса Кирила Маскевича са 5 : 1.
Исте године је остварио највећи успех у каријери; на Олимпијским играма у Токију освојио је бронзану медаљу за Србију у рвању грчко-римским стилом до 87 килограма. У репесажу је прво победио Бахира Сид Азара из Алжира, а потом за бронзу победио Ивана Хуклека из Хрватске са резултатом 6 : 1.
На Светском првенству у Ослу 2021. године освојио је златну медаљу победивши у финалу Маскевича из Белорусије са 9 : 1. Дана 2. децембра 2021. године проглашен је за најбољег рвача грчко-римским стилом у категорији до 87 килограма на свету. Одбранио је злато на Светском првенству 2022. године у Београду, победивши у финалу данског такмичара Турпана Бисултанова.
Крајем 2022. године Олимпијски комитет Србије му је доделио награду за најбољег спортисту Србије.
Најавио је повлачење из професионалног рвања 2023. године.

## Наступ на ОИ 2020.
| Категорија                | 1/16     | 1/8          | Полуфинале | Репесаж       | За бронзу  | За бронзу |
| Категорија                | Резултат | Резултат     | Резултат   | Резултат      | Резултат   | Пласман   |
| ------------------------- | -------- | ------------ | ---------- | ------------- | ---------- | --------- |
| Грчко-римски стил до 87кг | −        | Беленјук 1:3 | −          | Сид Азара 5:1 | Хуклек 6:1 | 3         |

## Награде

### Друге награде
- 2022: Награда Браћа Карић